# Kolorowe pończochy
Kolorowe pończochy – polski film obyczajowy z 1960 roku w reżyserii Janusza Nasfetera, składający się z dwóch nowel: Matylda i Jadźka. Obie opowiadają o niespełnionych marzeniach i nadziejach biednych dzieci. 

## Fabuła
Film dzieli się na dwie nowele: Matyldę i Jadźkę.

### Matylda
Matylda, pochodząca z rodziny o skromnych dochodach, gdzie matka pracuje jako urzędniczka, pragnie posiadać modne kolorowe rajstopy. Jej babcia, kierując się dobrymi intencjami, wykonuje dla wnuczki własnoręcznie robione pończochy w kolorowe wzory. Szkolne koleżanki drwią jednak z dziewczyny z powodu jej stroju. Chłopak, który wcześniej wzbudzał jej zainteresowanie, również odwraca się od niej z powodu nietypowego wyglądu. Gdy po pewnym czasie matka oferuje córce środki finansowe na kupno pończoch, Matylda odmawia ich przyjęcia. Zdaje sobie sprawę z tego, jak matka musiała się poświęcić, by zgromadzić nawet tak małą kwotę. Przytłoczona sytuacją dziewczyna podejmuje próbę odebrania sobie życia.

### Jadźka
Dziewięcioletnia Jadźka rozpoczyna naukę w nowej placówce edukacyjnej. Pochodzi z bardzo biednej rodziny, wykazuje niewielkie zdolności intelektualne i nosi niestandardowe ubrania. Rówieśnicy naśmiewają się z niej. Dziecko dotkliwie doświadcza wykluczenia społecznego. Zapracowani opiekunowie nie są w stanie pojąć rozmiaru jej cierpienia. Jadźka traci motywację do uczęszczania na zajęcia lekcyjne. Opuszcza szkołę bez pozwolenia i ucieka w świat wyobrażeń, zamykając się w sobie.

## Obsada aktorska
- Zofia Bodakowska – Matylda
- Helena Grossówna – Maria, matka Matyldy
- Natalia Szymańska – babcia Matyldy
- Sylwia Lipczyńska – Jadźka Bratek
- Gustaw Holoubek – wychowawca
- Halina Przybylska – matka Jadźki
- Janina Jaroszyńska – nauczycielka
- Kazimierz Talarczyk – ojciec Jadźki
- Henryk Modrzewski – stary nauczyciel
- Włodzimierz Nowak – Romek

## Produkcja
Nowela Jadźka jest filmem czarno-białym, a nowela Matylda kolorowym. W kolorowej części wykorzystano taśmę Eastman Kodak w systemie Technicolor zakupioną do produkcji Krzyżaków Aleksandra Forda, co czyni film jedną z pierwszych polskich produkcji w Technikolorze.